# Киви Линг
Киви Линг (англ. Kiwi Ling), настоящее имя Ли Лоренсо (англ. Lee Lorenceau, род. 10 августа 1983, Лос-Анджелес, Калифорния) — американская порноактриса, лауреатка премии AVN Awards.

## Биография
Родилась 10 августа 1983 года в Лос-Анджелесе. Имеет китайские и тайские корни. Дебютировала в порноиндустрии в 2003 году, в возрасте около 20 лет.
Снималась для таких студий, как White Ghetto, Vivid Entertainment, Red Light District, Pink Visual, Hustler Video и других.
В 2009 году получила AVN Awards в номинации «самая скандальная сцена секса» за роль в Night of the Giving Head.
Ушла из индустрии в 2014 году, снявшись в 57 фильмах.

## Награды
| Год  | Награда    | Категория                     | Работа                   | Результат |
| ---- | ---------- | ----------------------------- | ------------------------ | --------- |
| 2009 | AVN Awards | Самая скандальная сцена секса | Night of the Giving Head | Победа    |

## Избранная фильмография
- Night of the Giving Head (2008)
- Asian Angels (2008)
- Asia Noir V: A Lust Supreme (2006)
- Me Luv U Long Time 10 (2006)